# 酒泉钟鼓楼

## 简介
位于酒泉古城中央，最早创建于东晋穆帝永和年间(公元346-353年)，前凉政权酒泉郡太守谢艾主持重修的酒泉城（时称福禄县城）东城门。也叫“谯城”现存的鼓楼，是清朝光绪31年(公元1905)重修的，与长城西端的嘉峪关遥相呼应。 

## 修葺
鼓楼建筑经历了几个不同的历史时期。最早创建于东晋穆帝永和年间(公元346-353年)，是前凉政权酒泉郡太守谢艾主持重修的酒泉城（时称福禄县城）东城门。也叫“谯城”，即为守城戎卒打更巡逻、报时、防寇报警的地方。存在的鼓楼，是清朝光绪31年(公元1905)重修的。晋建城时，始为肃州古城东门谯楼，以备巡逻、了望、打更之用，之后扩城时，渐渐退于城中心，成为鼓楼。明代时，开通南北两个基座洞门，遂具今日之雏形。

## 结构
鼓楼拔地27米。基座呈方形，周长112米，高8米。鼓楼为木架结构塔形楼，一楼每面三开间，墙体中镶擎柱十二根，外有檐柱二十根，楼内四根粗壮的通天木柱顶贯三楼；二楼每面有12个雕花窗扇，嵌在十二根撑柱之间；外有走廊栏杆，东西两面分别悬挂“声震华夷”、“气壮雄关”巨幅匾额，三楼为单间、单檐、四面开窗、四角高挑，外有回廊护栏；楼顶装有聚宝瓶。门洞的四个砖券门楣上部，镶嵌有突出壁面的仿木砖雕廊檐，其下各有一幅浮雕神祥画，东为“二龙戏珠”是取酒泉东向大海的意思；西镌“丹凤朝阳”，是取了《山海经》上西方有“丹穴之山，五色而多紫”的典故；南则镌“河图洛书”，是引了大禹治水的传说，禹又到过河西，曾导弱水（黑河）至于合黎山，入于流沙（今内蒙额旗），导黑水至于三危（今敦煌）入于南海，故作此画为颂大禹治水到这里的功劳；北为“八仙庆寿”，是祈望人寿年丰的寓意。浮雕下面是门额，分别为“东迎华岳”、“西达伊吾”、“南望祁连”、“北通沙漠”。十六颗大字，言简意赅，点明了肃州的地理位置及其河山襟带的优越形胜。券洞中心为八卦结顶，悬置伏羲八卦板一块，起着指示天文方位的作用。

## 酒泉鼓楼与周边鼓楼的对比
张掖钟鼓楼是甘肃境内可与酒泉鼓楼媲美的又一古建筑。其建筑平面呈方形，全用青砖包砌，基部衬砌石条，台顶砌有一米高的女墙，下部四面中轴线开券形门洞。门洞平面呈十字型，与四条大街相通，可供通行；门洞顶部砌5层砖券，上面嵌刻砖匾额，东为“旭升”、西为“宾晟”、南为"迎薰"、北为“镇远”。楼阁上下两层，重檐四面悬挂匾额，东“金城春雨”、西“玉关晓月”、南“祁连望雪”、北“居延古牧”。康熙七年（1668年）重建后，改为东“九重在望”、西“万国咸宾”、南“声教四达”、北“湖山一览”。
西安钟鼓楼的建筑形式与结构样式则与酒泉鼓楼有很多相似之处。建筑重檐窝拱，攒顶转角的木质结构，共有3层。每层均施斗栱装饰。楼基面积达1377.64平方米，通四街各有门洞。基座为正方形，高8.6米，宽约35.5米，用青砖砌筑。楼高27.4米。由地面至楼顶，高36米。内有楼梯可盘旋而上，供游人登临参观。鼓楼始建于明洪武十三年（1380），清康熙十三年（1674）和乾隆五年（1740）先后重修，但梯体仍保持原建筑特点。楼九楹三层，为歇山顶重檐三滴水木构建筑。座宽38米，长52.6米，高8.7米，全用青砖砌筑。楼高24.3米，通高33米。南北正中辟有高、宽各6米的券门。北悬“声闻于天”匾额，南悬“文武胜地”匾额。楼建于基座中心，稳重厚实。
徐州钟鼓楼，实则为一座钟楼，其与酒泉鼓楼在结构形态和风格特点还有作用都形成了强烈的对比。此楼位于徐州大同街中心，是一座混合结构的五层方塔形建筑，楼高约 20米，建筑面积120平方米。据《云龙区志》记载，修建此楼本是为了报火警，所以又称“望火楼”。每有火警则以不同的击打钟声表示火灾的方位，以便市民听到前去救火。不过，这“望火楼”从未报过火警，还险些因附近的大火被烧毁。1932年，大同街铺设了徐州第一条柏油马路，也决定把钟鼓楼的大钟换上新颜。据了解，此钟为重锤链条式齿轮时钟，四面有瓷砖，罗马字钟面，指针长达一米。六十年代钟面更换为白色油漆玻璃盘面，使用阿拉伯数字，用镂空钢板锉成数字和指针。大钟后来因年久磨损，保护性地停止了摆动。